# Wang Chuqin
Dans ce nom chinois, le nom de famille, Wang, précède le nom personnel Chuqin.
Pour les articles homonymes, voir Wang (patronyme).
Wang Chuqin (chinois : 王楚钦) est un pongiste chinois, né le 11 mai 2000, vainqueur de la Coupe du monde en 2022, vice-champion du monde en simple, champion du monde en double messieurs et en double mixte en 2023, champion du monde par équipes et champion olympique en double et par équipes en 2024, et champion du monde en simple en 2025.

## Biographie
Il est le premier joueur chinois né après l'an 2000 à participer à la compétition China Table Tennis Super League, en 2015, année où il est aussi promu dans l'équipe A de l'équipe nationale de Chine.
Wang Chuqin est classé numéro 2 mondial en septembre 2023 et numéro 1 mondial en 2024.
Il remporte sa première Coupe du monde en 2023.
Il échoue en finale face à son compatriote Fan Zhendong lors des championnats du monde à Durban en Afrique du Sud mais remporte le double messieurs avec celui-ci et le double mixte avec Sun Yingsha.
Il atteint son meilleur classement en devenant no 1 mondial en juillet 2023. Il détrône Fan Zhendong qui a occupé cette place pendant 142 semaines consécutives.
En 2024, il est sacré champion olympique à Paris en double mixte avec sa compatriote Sun Yingsha. Ils s'imposent en finale contre la paire nord-coréenne composée de Ri Jong-sik et Kim Kum-yong par le score de 4 sets à 2. Lors du simple messieurs des Jeux olympiques 2024, il est à la surprise générale éliminé dès le 2e tour par le Suédois Truls Möregårdh, mais remporte le titre par équipes.
Il est sacré champion du monde en simple et en double mixte en 2025.

## Style de jeu
Wang Chuqin est gaucher, utilise la prise de raquette classique, et a un jeu agressif d'attaque, notamment en utilisant son explosif et rapide coup droit.

## Palmarès

### 2012
- Open de Chine Junior et Cadet, Chengdu (CHN) vainqueur en doubles cadets avec Xue Fei

- Open de Chine Junior et Cadet, Chengdu (CHN) vainqueur en simple junior

### 2013
- Championnats d'Asie Junior, Doha, finaliste en simple cadets perdant face à Liu Dingshuo
- Open de Chine Junior et Cadet, Chengdu (CHN) vainqueur en simple cadet face à Ji Jiale et en double cadet avec Ji Jiale
- ITTF World Cadet Challenge, Otocec (SLO) vainqueur en doubles cadets avec le Japonais Izumo Takuto, et vainqueur en simples

### 2014
- Wang Chuqin est battu trois fois en simples par Liu Dingshuo en quarts de finale de l'Open d'Argentine et des Championnats du Monde Juniors , et en demi finale de l'Open du Brésil en moins de 21 ans
- Finaliste de l'Open d'Argentine des moins de 21 ans
- Championnats du Monde Juniors - Doubles Mixtes :  1er avec Chen Xingtong

### 2015
- Championnats du Monde Juniors - Doubles Mixtes : finaliste
- Championnats du Monde Juniors - Doubles :  vainqueur
- Championnats du Monde Juniors - Simples : Demi-finales en simple
- Vainqueur en simples 2015 des Jeux nationaux de la jeunesse de Chine (en)

### 2017
- Championnats d'Asie junior et cadet, Asan (KOR) : vainqueur en simple junior, en double mixte junior avec Sun Yingsha
- Open de ChineJunior et Cadet, Taicang (CHN) vainqueur en simple junior
- Championnats du Monde Juniors, vainqueur en doubles
- Championnats du Monde Juniors : Demi-finales en simple

### 2018
- Finaliste de l'Open de Hongrie en simples messieurs, son premier podium en non junior.

### 2019
- Quarts de finale de l'Open de Hong Kong en simples messieurs.
- Demi finale de l'Open de Corée du Sud en simples messieurs.
- Vainqueur de l'Open de Suède en simples messieurs, son premier open gagné en séniors.
- Vainqueur des championnats du monde en double messieurs avec Ma Long.
- Vainqueur des championnats du monde par équipes avec Fan Zhendong, Ma Long, Xu Xin et Lin Gaoyuan.

### 2021
- Vainqueur des championnats du monde en double mixte avec Sun Yingsha.

### 2022
- Vainqueur du WTT Star Contender European Summer Series 2022 à Budapest.
- Vainqueur du WTT Champions de Macao 2022.
- Vainqueur du WTT Cups Finals 2022 en simple messieurs à Xinxiang, sa première victoire majeure.
- Vainqueur des championnats du monde par équipes avec Fan Zhendong, Ma Long, Liang Jingkun et Lin Gaoyuan.

### 2023
- Finaliste des championnats du monde en simple messieurs à Durban.
- Vainqueur des championnats du monde en double messieurs avec Fan Zhendong.
- Vainqueur des championnats du monde en double mixte avec Sun Yingsha.
- Vainqueur du WTT Champions de Macao 2023.
- Vainqueur du WTT Star Contender de Lanzhou 2023.

### 2024
- Vainqueur du WTT Finals 2023 en simple à Doha.
- Vainqueur du WTT Star Contender de Doha 2024.
- Vainqueur des championnats du monde par équipes avec Fan Zhendong, Ma Long, Liang Jingkun et Lin Gaoyuan.
- Vainqueur du WTT Singapore Smash de Singapour 2024 - simple messieurs et double mixte.
- Vainqueur du WTT Saudi Smash de Djeddah 2024 - simple messieurs, double messieurs et double mixte.
- Vainqueur par équipes et en double mixte avec Sun Yingsha, des Jeux olympiques d'été de 2024.
- Vainqueur du WTT Finals 2024 en simple à Fukuoka.
- Vainqueur de la Super Ligue chinoise de tennis de table avec le Shandong Weiqiao TTC.
- Numéro 1 mondial en décembre 2024[6]

### 2025
- Vainqueur du WTT Singapore Smash de Singapour 2025 en double messieurs avec Lin Shidong.
- Vainqueur de la Coupe d'Asie 2025.

- Vainqueur du WTT Champions de Chongqing 2025.
- Vainqueur du Championnat du Monde ITTF 2025 à Doha en simple messieurs.
- Vainqueur du Championnat du monde ITTF 2025 à Doha en double Mixte avec Sun Ying Sha.
- Champion du monde en simple et en double mixte à Doha
- Vainqueur du WTT US Smash 2025 en simple messieurs.